# راونبرغ
راونبرغ (كرايشغاو) (بالألمانية: Rauenberg, Kraichgau) هي مدينة وبلدة ألمانية تقع في ألمانيا في منطقة راين نيكار ‏. يقدر عدد سكانها بـ 7,545 نسمة .